# Xúchil el Llano
Xúchil el Llano är en ort i Mexiko.   Den ligger i kommunen Huasca de Ocampo och delstaten Hidalgo, i den sydöstra delen av landet, 120 km nordost om huvudstaden Mexico City. Xúchil el Llano ligger 2 147 meter över havet och antalet invånare är 137.
Terrängen runt Xúchil el Llano är kuperad. Runt Xúchil el Llano är det ganska tätbefolkat, med 52 invånare per kvadratkilometer. Närmaste större samhälle är Atotonilco el Grande, 15,7 km väster om Xúchil el Llano. Trakten runt Xúchil el Llano består till största delen av jordbruksmark.